# José de la Mata Amaya
José de la Mata Amaya (Cádiz, 1961) es un juez español. Actualmente es el juez titular del Juzgado Central de Instrucción nº 5 de la Audiencia Nacional desde marzo de 2015.
Entre otros, ha continuado las investigaciones del Caso Pujol, el Caso Gürtel o la financiación irregular del Partido Popular, iniciadas por Pablo Ruz.

## Trayectoria
Licenciado en Derecho por la Universidad de Cádiz y diplomado universitario en Ciencias Económicas y Empresariales, ingresó a la carrera judicial por oposición el 1987. Inicialmente estuvo destinado al Juzgado de Instrucción número 5 de las Palmas de Gran Canaria y más adelante al Juzgado de Primera Instancia e Instrucción número 4 de Cádiz. Entre 1993 y 2001 ejerció como letrado del Consejo General del Poder Judicial y en 2003 fue nombrado abogado del Tribunal Constitucional. En 2005 obtuvo la plaza de magistrado de la Audiencia de Madrid.
Posteriormente, entre 2009 y 2011 fue director general de Modernización de Justicia durante el Gobierno de José Luis Rodríguez Zapatero. En este periodo estableció amistad con la también magistrada Carmen Lamela. Cuando Gallardón fue nombrado ministro, De la Mata volvió a su carrera como magistrado, esta vez a la sala de lo penal de la Audiencia Provincial de Madrid. El 2013 se presentó sin éxito como candidato a vocal del CGPJ.
En abril de 2015 se incorporó a la Audiencia Nacional como máximo responsable del Juzgado Central de Instrucción número 5, después de haber resultado el magistrado con más antigüedad del escalafón de los 18 presentados al cargo. Lo haría en comisión de servicios, puesto que el titular de la plaza, Miguel Carmona, fue designado magistrado de enlace en el Reino Unido después de una campaña en defensa de la permanencia de juez Pablo Ruz al juzgado. Ruz era el juez que había llevado el Caso Gürtel.
Desde entonces ha gestionado causas como el caso Pujol, el caso Gürtel, el caso Fitonovo, el caso contra la cúpula de la SGAE, el caso Madeja, el caso Falciani, el caso Neymar, el caso Aristegui, el caso De Serna, Entre otras suyas acciones destacadas están la de incluir a Benjamin Nentanyahu en los ficheros policiales españoles en referencia al ataque a la Flotilla de la Libertad donde murieron tres españoles.
En octubre de 2018 se encargó del procedimiento de extradición del exjuez de la Corte Suprema del Perú, César Hinostroza, a quien mandó a prisión provisional sin fianza hasta que se resolviese dicho procedimiento. Sobre Hinostroza pesan cargos de pertenencia a una organización criminal, tráfico de influencias y negociación prohibidas a funcionarios, y se había fugado de su país saltándose la prohibición judicial de abandonarlo.
El 18 de noviembre de 2020, es nombrado miembro titular de Eurojust por España, en sustitución de Francisco Jiménez-Villarejo Fernández en el cargo desde diciembre de 2012.

## Vida personal
José de la Mata está casado con la fiscal Ana María Martín Escalera, con quien tiene cuatro hijos, Antonio, Francisco de Asís, Pablo y Cecilia; todos ellos residen en Madrid. No está afiliado a ninguna asociación de jueces.